# Sinfonia
Een sinfonia is een instrumentaal muziekstuk. Het woord is afkomstig uit het Italiaans en is in de meeste talen gelijk aan het woord voor symfonie.
Een sinfonia is oorspronkelijk (vroeg-Barok periode) een kort instrumentaal muziekstuk dat gespeeld werd direct voorafgaand aan een (vocale) opera of kerkmuziek. De bedoeling was het publiek tot stilte te manen en tegelijkertijd voor te bereiden op het vocale werk dat volgde. Een sinfonia was in die tijd dan meestal slechts twaalf tot vierentwintig maten lang. In het Musicalische Lexicon (de eerste Duitstalige muziekencyclopedie) uit 1732 gaf de organist en componist Johann Gottfried Walther aan dat voor een sinfonia geen richtlijnen bestaan met betrekking tot maatsoort of metrum. De componist heeft binnen de grenzen van wat geen muzikale chaos is, volledige vrijheid. 
De eerste sinfonia is - voor zover men weet - afkomstig uit de opera Orfeo gecomponeerd door Monteverdi in 1607. Later werd de sinfonia langer en complexer. Uiteindelijk evolueerde de sinfonia tot een zelfstandig muziekstuk bestaande uit meerdere delen.

## Uitspraak
Er bestaat onder invloed van het Engels, onzekerheid over de manieren om de klemtoon van het woord juist te leggen.
Gebruikelijk is de uitspraak volgens het Italiaans, met het accent op de tweede lettergreep van achter, sinfo-ni-a.

Daarmee volgt het woord logischerwijs andere muziektermen zoals la melodía, una fantasía, con armonía (of harmonía, de Latijns/Spaanse vorm), evenals andere Italiaanse woorden van Griekse oorsprong: astronomía, biografía, geometría, xenofobía. Hun Franse equivalenten eindigen op een beklemtoonde -ie.